# Winchester (Oklahoma)
Winchester es un pueblo ubicado en el condado de Okmulgee en el estado estadounidense de Oklahoma. En el año 2010 tenía una población de 	516 habitantes y una densidad poblacional de 44,1 personas por km².

## Geografía
Winchester se encuentra ubicado en las coordenadas 35°47′55″N 95°59′46″O / 35.79861, -95.99611 (35.798601, -95.996241).

## Demografía
Según la Oficina del Censo en 2000 los ingresos medios por hogar en la localidad eran de $37,031 y los ingresos medios por familia eran $49,444. Los hombres tenían unos ingresos medios de $34,792 frente a los $20,833 para las mujeres. La renta per cápita para la localidad era de $14,614. Alrededor del 10.4% de la población estaban por debajo del umbral de pobreza.